# 原冑甲龍屬
原胄甲龍屬是甲龍亞目結節龍科恐龍的一屬，生存於白堊紀早期的北美洲。
自從1994年開始，古生物學家Ray Stanford在美國馬里蘭州與華盛頓特區的邊界發現一個動物遺跡群，並發現一個結節龍科的小型化石，最初被認為是剛孵化幼體。
在2011年，Ray Stanford與大衛·威顯穆沛（David Weishampel）等人將這些化石進行敘述、命名，模式種是馬里蘭原胄甲龍（P. marylandicus）。屬名意為「之前的胄甲龍」，意指牠們類似胄甲龍，而生存年代較早；種名則是以馬里蘭州為名。
正模標本（編號USNM 540686）發現於塔克森特組（Patuxent Formation）地層，地質年代相當於阿普第階晚期。化石是一個扁平的甲龍類上半身痕跡，以背部躺在地面，可清楚辨識出頭部、胸腔、一些脊椎、右前肢、右股骨、以及右腳掌。研究人員反對這化石屬於假化石或胚胎的可能性。原棄械龍是第一個發現於美國東岸的結節龍科化石，在此之前只有發現孔牙龍的牙齒化石；也是第一個發現於美國東岸的幼年恐龍化石。
這個標本的長度為13公分，研究人員估計完整身長約為24到28公分。由於頭部已發現鱗甲（皮內成骨），研究人員認為這顯示結節龍科在幼年階段已生長出鱗甲。口鼻部中段長，外形疑似覆蓋數個鱗甲，研究人員提出原棄械龍的上頜可能形成一個三角形的鱗甲。
研究人員在命名原胄甲龍時，將牠們歸類於結節龍科。